# Rhinoppia vera
Rhinoppia vera är en kvalsterart som först beskrevs av Mihelcic 1956.  Rhinoppia vera ingår i släktet Rhinoppia och familjen Oppiidae. Inga underarter finns listade i Catalogue of Life.